# شیکن
شیکّن (به ژاپنی: 執権 Shikken)، به فرماندار نظامی ژاپن، نایب‌السلطنه، معاون شوگون در زمان شوگون‌سالاری کاماکورا در ژاپن گفته می‌شود. این مقام تنها در انحصار خاندان هوجو بود.

## توکوسو
توکوسو عنوان (پست) رئیس خط اصلی خاندان هوجو بود که موقعیت «شیکن» (نایب السلطنه شوگون) شوگون‌سالاری کاماکورا را نیز در انحصار داشت. ساختار سیاسی دیکتاتوری توکوسو توسط هوجو یاسوتوکی ایجاد شد و توسط نوه‌اش هوجو توکی‌یوری تثبیت شد. در سال ۱۲۵۶، توکی‌یوری برای اولین بار به دلیل یک بیماری پسر خردسالش هوجو توکیمونه (تولد ۱۲۵۱ – مرگ ۱۲۸۴ میلادی) را به عنوان «توکوسو» منصوب کرد، در حالی که هوجو ناگاتوکی، یکی از بستگان، به عنوان جانشین موقت  «شیکن» و برای کمک به توکیمونه به عنوان شیکن منصوب شد.

### فهرست شیکّن‌های کاماکورا
شیکّن (به ژاپنی: 執権 Shikken) به معاون شوگون در زمان شوگون‌سالاری کاماکورا در ژاپن گفته می‌شود. این مقام تنها در انحصار خاندان هوجو بود.
| ترتیب | نام                                | زمان حکمرانی        | تصویر | سن در هنگام مرگ | خاندان                                                           |
| ----- | ---------------------------------- | ------------------- | ----- | --------------- | ---------------------------------------------------------------- |
| ۱     | ほうじょう ときまさ هوجو توکیماسا  | (اشتغال ۱۲۰۵–۱۲۰۳)  |       | ۷۸              | خاندان هوجو                                                      |
| ۲     | ほうじょう よしとき هوجو یوشیتوکی  | (اشتغال ۱۲۲۴–۱۲۰۵)  |       | ۶۲              | توکوسو                                                           |
| ۳     | ほうじょう やすとき هوجو یاسوتوکی  | (اشتغال ۱۲۴۲–۱۲۲۴)  |       | ۶۰              | توکوسو                                                           |
| ۴     | ほうじょう つねとき هوجو تسونه‌توکی | (اشتغال ۱۲۴۶–۱۲۴۲)  |       | ۲۳              | توکوسو                                                           |
| ۵     | ほうじょう ときより هوجو توکی‌یوری  | (اشتغال ۱۲۵۶–۱۲۴۶)) |       | ۳۷              | توکوسو                                                           |
| ۶     | ほうじょう ながとき هوجو ناگاتوکی  | (اشتغال ۱۲۶۴–۱۲۵۶)) |       | ۳۵              | جانشین موقت شیکن و از خاندان هوجو (شاخه آکاهاشی) ja:赤橋流北条氏 |
| ۷     | ほうじょう まさむら هوجو ماسامورا  | (اشتغال ۱۲۶۸–۱۲۶۴)  |       | ۶۹              | خاندان هوجو (شاخه ماسامورا) ja:政村流北条氏                      |
| ۸     | ほうじょう ときむね هوجو توکیمونه  | (اشتغال ۱۲۸۴–۱۲۶۸)  |       | ۳۴              | توکوسو                                                           |
| ۹     | ほうじょう さだとき هوجو ساداتوکی  | (اشتغال ۱۳۰۱–۱۲۸۴)  |       | ۴۰              | توکوسو                                                           |
| ۱۰    | ほうじょう もろとき هوجو موروتوکی  | (اشتغال ۱۳۱۱–۱۳۰۱)  |       | ۳۷              | خاندان هوجو (شاخه مونه‌ماسا) ja:宗政流北条氏                      |
| ۱۱    | ほうじょう むねのぶ هوجو مونه‌نوبو  | (اشتغال ۱۳۱۲–۱۳۱۱)  |       | ۵۴              | خاندان هوجو (شاخه اوساراگی) ja:大仏流北条氏                      |
| ۱۲    | ほうじょう ひろとき هوجو هیروتوکی  | (اشتغال ۱۳۱۵–۱۳۱۲)  |       | ۳۷              | خاندان هوجو (شاخه ماسامورا )                                     |
| ۱۳    | ほうじょう もととき هوجو موتوتوکی  | (اشتغال ۱۳۱۶–۱۳۱۵)  |       | ۴۸              | خاندان هوجو (شاخه فوئونجی) ja:普恩寺流北条氏                     |
| ۱۴    | ほうじょう たかとき هوجو تاکاتوکی  | (اشتغال ۱۳۲۶–۱۳۱۶)  |       | ۳۱              | توکوسو                                                           |
| ۱۵    | ほうじょう さだあき هوجو ساداآکی   | (اشتغال ۱۳۲۶)       |       | ۵۶              | خاندان هوجو (شاخه کانه‌ساوا) ja:金沢流北条氏                      |
| ۱۶    | ほうじょう もりとき هوجو موریتوکی  | (اشتغال ۱۳۳۳–۱۳۲۶)  |       | ۳۹              | خاندان هوجو (شاخه آکاهاشی) ja:赤橋流北条氏                       |

همچنین یک نظریه وجود دارد که هوجو سادایوکی هفدهمین شیکن در شوگون‌سالاری کاماکورا بود.

## جدول شوگون‌ها
| دوره                | شماره | زمان حکمرانی | شوگون                | شیکن                                                                               | توضیح |
| ------------------- | ----- | ------------ | -------------------- | ---------------------------------------------------------------------------------- | ----- |
| شوگون خاندان گنجی   | یکم   | ۱۱۹۲–۱۱۹۹    | میناموتو نو یوریتومو | ــ                                                                                 |       |
|                     | دوم   | ۱۲۰۲–۱۲۰۳    | میناموتو نو یوری‌ایه  | -                                                                                  |       |
|                     | سوم   | ۱۲۰۳–۱۲۱۹    | میناموتو نو سانه‌تومو | هوجو توکیماسا                                                                      |       |
| شوگون خاندان‌های سکه | چهارم | ۱۲۲۶–۱۲۴۴    | کوجو یوریتسونه       | هوجو توکیماسا هوجو یوشیتوکی                                                        |       |
|                     | پنجم  | ۱۲۴۴–۱۲۵۲    | کوجو یوریتسوگو       | هوجو تسونه‌توکی هوجو توکی‌یوری                                                       |       |
| شاهزاده شوگون       | ششم   | ۱۲۵۲–۱۲۶۶    | شاهزاده مونه‌تاکا     | هوجو ناگاتوکی هوجو ماسامورا                                                        |       |
|                     | هفتم  | ۱۲۶۶–۱۲۸۹    | شاهزاده کوره‌یاسو     | هوجو توکیمونه هوجو ساداتوکی                                                        |       |
|                     | هشتم  | ۱۲۸۹–۱۳۰۸    | شاهزاده هیساآکی      | هوجو موروتوکی                                                                      |       |
|                     | نهم   | ۱۳۰۸–۱۳۳۳    | شاهزاده موریکونی     | هوجو مونه‌نوبو هوجو هیروتوکی هوجو موتوتوکی هوجو تاکاتوکی هوجو ساداآکی هوجو موریتوکی |       |